# Una famiglia
Pour plus de détails, voir Fiche technique et Distribution.
Una famiglia est un film dramatique italien réalisé par Sebastiano Riso et sorti en 2017. Il est présenté en sélection officielle à la Mostra de Venise 2017.

## Fiche technique
- Titre original : Una famiglia
- Titre anglophone: A Family
- Réalisation : Sebastiano Riso
- Scénario : Sebastiano Riso
- Photographie : Piero Basso
- Montage : Claudio de Mauro
- Musique : Michele Braga (it)
- Pays d'origine :  Italie
- Langue originale : italien
- Format : couleur
- Société de production : BiM Distribution (it)
- Genre : Comédie dramatique
- Durée : 97 minutes
- Dates de sortie :
  - Italie : 4 septembre 2017

## Distribution
- Micaela Ramazzotti : Maria
- Patrick Bruel : Vincenzo
- Marco Leonardi : Pietro
- Fortunato Cerlino : Dott Minerva
- Ennio Fantastichini :
- Matilda De Angelis : Stella